# West-Mexicaanse chachalaca
De West-Mexicaanse chachalaca (Ortalis poliocephala) is een vogel uit de familie sjakohoenders en hokko's (Cracidae). De wetenschappelijke naam van de soort is voor het eerst geldig gepubliceerd in 1830 door Wagler.

## Voorkomen
De soort komt voor in westelijk en zuidwestelijk Mexico.

## Beschermingsstatus
Op de Rode Lijst van de IUCN heeft de soort de status veilig.